# Wohn- und Wirtschaftsgebäude Fährstraße 14a
Das Wohn- und Wirtschaftsgebäude Fährstraße 14a nördlich der Kirchwurt in der niedersächsischen Gemeinde Loxstedt, Ortsteil Landwürden/Dedesdorf-Eidewarden im Landkreis Cuxhaven, stammt aus der Mitte des 19. Jahrhunderts. Aktuell (2024) wird es als Wohnhaus genutzt.
Das Gebäude steht unter Denkmalschutz (siehe auch Liste der Baudenkmale in Loxstedt).

## Beschreibung
Das eingeschossige traufständige kleine Wohn- und Wirtschaftsgebäude als Hallenhaus in Backstein mit reetgedecktem Krüppelwalmdach, Niedersachsengiebel mit Uhlenloch und Grooter Door mit geradem Abschluss sowie eckigen Fenstern wurde um 1860 gebaut.
Das Landesdenkmalamt befand u. a.: „… Durch die Lage kommt ihm eine ortsbildprägende Wirkung zu ….“